# Trybunał inkwizycji w Belluno
Trybunał inkwizycji w Belluno – sąd inkwizycyjny, działający w latach 1546–1806 i mający swą siedzibę w Belluno w Republice Weneckiej. Był kierowany przez inkwizytorów z zakonu franciszkanów konwentualnych i należał do struktur inkwizycji rzymskiej.

## Historia
Diecezja Belluno od 1254 znajdowała się w granicach prowincji inkwizytorskiej Marchii Trewizańskiej, w której posługę inkwizytorską sprawowali franciszkańscy inkwizytorzy wyznaczani przez swoje władze zakonne. W XV i na początku XVI wieku diecezja ta podlegała co do zasady inkwizytorom generalnym z siedzibą w Wenecji.
Do właściwego utworzenia trybunału inkwizycyjnego w Belluno doszło w roku 1546, a więc cztery lata po utworzeniu przez papieża Pawła III Kongregacji Rzymskiej i Powszechnej Inkwizycji, której zadaniem było koordynowanie działalności inkwizycyjnej we Włoszech przeciwko wpływom reformacji. Pierwszym inkwizytorem był Domenico Fortunato, mianowany przez prowincjała franciszkańskiej prowincji św. Antoniego. Wkrótce potem (prawdopodobnie w 1566) prawo nominacji inkwizytorów Belluno przejęła Kongregacja Rzymskiej i Powszechnej Inkwizycji.
W drugiej połowie XVI wieku inkwizytorzy Belluno blisko współpracowali z trzema kolejnymi biskupami Belluno w zwalczaniu herezji protestanckich, m.in. towarzyszyli im podczas licznych wizytacji duszpasterskich. Od końca XVI wieku inkwizytorom Belluno podlegała także diecezja Feltre.
Republika Wenecka przestała istnieć w wyniku inwazji rewolucyjnej Francji w 1797. Po pokoju w Campo Formio (17 października 1797) Belluno znalazło się w granicach Austrii. Kilka lat później, w wyniku kolejnej wojny francusko-austriackiej, zostało włączone do utworzonego przez Napoleona Bonaparte Królestwa Włoch, którego władze nie zamierzały tolerować dłużej działalności inkwizycji. Dekretem z dnia 28 lipca 1806 konwent S. Pietro w Belluno został rozwiązany, co oznaczało jednocześnie także likwidację trybunału inkwizycyjnego. Rok wcześniej zmarł ostatni inkwizytor Belluno Damiano Miari.

### Trybunał inkwizycji w Feltre (1558–1562)
Diecezja Feltre stanowiła początkowo odrębny okręg inkwizytorski. Już od 1530 tamtejszy sąd biskupi wytaczał procesy podejrzanym o herezję, a 10 grudnia 1558 Kongregacja Rzymskiej i Powszechnej Inkwizycji mianowała dla niej inkwizytora w osobie franciszkanina Antonio dal Covolo. Sprawował on swój urząd niespełna cztery lata, ale nie miał następcy. Pod koniec XVI wieku diecezja Feltre stała się częścią okręgu Belluno.

## Organizacja
Siedzibą trybunału był franciszkański konwent S. Pietro w Belluno. Na czele trybunału stał zawsze jeden inkwizytor wywodzący się z zakonu franciszkanów konwentualnych. Podlegał mu jeden wikariusz (zastępca). Jurysdykcji inkwizytora Belluno podlegały diecezje Belluno i Feltre. Trybunał z Belluno jako jeden z nielicznych we Włoszech nie dysponował nigdy własnym więzieniem.

## Archiwum
Właściwe archiwum trybunału inkwizycyjnego w Belluno prawdopodobnie zaginęło. W archiwach diecezjalnych Belluno i Feltre znajduje się jednak pokaźna ilość dokumentacji z procesów inkwizycyjnych, jakie odbyły się w tych diecezjach w drugiej połowie XVI wieku.

## Inkwizytorzy Belluno (1546–1806)
- Domenico Fortunato da Belluno OFMConv (1546–1562?)[11][12]
- Mario Alpago da Belluno OFMConv (1562–1564)[11][12]
- Bonaventura Maresio OFMConv (1566–1583)[11][12]
- Evangelista Pellei da Force OFMConv (1583–1584)[11][12]
- Bonaventura Maresio OFMConv [ponownie] (1584–1609)[11][12]
- Vincenzo Filoteo da Mondavio OFMConv (1609–1613)[11][12]
- Giovanni Battista Chiodini da Monte Melone OFMConv (1613–1619)[11][12]
- Tiberio Sinibaldi da Monte Novo OFMConv (1619–1625)[11][12]
- Antonio Vercelli da Lendinara OFMConv (1626–1627)[11][12]
- Bonaventura Peronetti da Vicenza OFMConv (1627–1628)[11][12]
- Bernardino Senesi da Lucignano OFMConv (1629–1635)[11][12]
- Giovanni Tommaso Margotti da Lugo OFMConv (1635–1641)[11][12]
- Guglielmo Granaioni da Bologna OFMConv (1641–1642)[11][12]
- Giacomo Cima da Sezza OFMConv (1642–1645)[11][12]
- Francesco Cincignano da Viterbo OFMConv (1646–1650)[11][12]
- Girolamo Baroni da Lugo OFMConv (1650–1653)[11][12]
- Bonaventura Ripa da Ferrara OFMConv (1654)[11][12]
- Giovanni Pelleri da Radicofani OFMConv (1654–1655)[11][12]
- Francesco Colli da Bologna OFMConv (1655–1658)[11][12]
- Antonio Giorgi da Bologna OFMConv (1658–1661)[11][12]
- Oliviero Tieghi da Ferrara OFMConv (1661–1663)[11][12]
- Modesto Paoletti da Vignanello OFMConv (1663–1670)[11][12]
- Iacopo Tosini da Castiglione Fiorentino OFMConv (1670–1675)[11][12]
- Cornelio Navarra da Ferrara OFMConv (1675–1677)[11][12]
- Domenico Mengacci da Bagnocavallo OFMConv (1677)[11][12]
- Giovanni Paolo Giulianetti da Firenze OFMConv (1678–1679)[11][12]
- Domenico Mengacci da Bagnocavallo OFMConv [ponownie] (1679–1688)[11][12]
- Francesco Maria Lucedi da Montalto OFMConv (1689–1692)[11][12]
  - Ludovico Petronio da Lodi OFMConv (1692–1693), nie objął urzędu[11][12]
- Giovanni Antonio Angeli da Bologna OFMConv (1693–1702)[11][12]
- Francesco Maria Lucedi da Montalto OFMConv [ponownie] (1702–1704)[11][12]
- Giovanni Pellegrino Galassi da Bologna OFMConv (1704–1706)[11][12]
- Lorenzo Antonio Bragaldi da Castelbolognese OFMConv (1706–1713)[11][12]
- Paolo Antonio Ambrogi OFMConv (1713–1716)[11]
- Bonaventura Antici da Camerino OFMConv (1716–1723)[11]
- Antonio Maria Piazzola da Venezia OFMConv (1723–1725)[11]
- Bernardo Bernardi da Bologna OFMConv (1725-1730)[11]
- Francesco Tunnini OFMConv (1730–1733)[13]
- Paolo Antonio Agelli OFMConv (1733–1737)[11]
- Francesco Antonio Mantoa da Vicenza OFMConv (1737-1738)[11]
- Giovan Battista Rossi da San Giovanni in Persiceto OFMConv (1738-1739)[11]
- Giuseppe Antonio Maria Boschi da Bologna OFMConv (1739-1746)[11]
- Girolamo Antonio Faleri OFMConv (1747–1753)[11]
- Carlo Giacinto Scarponi da Rimini OFMConv (1753–1764)[11]
- Francesco Frigimelica da Padova OFMConv (1764–1783)[9][11]
- Girolamo Maria Zanettini da Cividale OFMConv (1784)[11]
- Francesco Antonio Mimiola OFMConv (1784–1788)[11]
- Damiano Miari OFMConv (1788–1805)[11]